# Syndrome IMAGe
Le syndrome IMAGe est un syndrome malformatif rare associant retard de croissance intra-utérin, dysplasie métaphysaire, hypoplasie surrénalienne congénitale et anomalies génito-urinaires.
Une hypotonie musculaire et un retard de développement sont signalés dans certains cas; le résultat cognitif semble normal dans la majorité des cas.

## Causes
Le syndrome IMAGe est causé par des mutations du gène CDKN1C. Ce gène fournit des instructions pour fabriquer une protéine qui aide à contrôler la croissance avant la naissance. Les mutations qui provoquent le syndrome IMAGe modifient la structure et la fonction de la protéine CDKN1C, qui inhibe la croissance normale dès les premiers stades de développement avant la naissance.
Les gens héritent d'une copie de la plupart des gènes de leur mère et d'une copie de leur père. Pour la plupart des gènes, les deux copies sont entièrement activées (actives) dans les cellules. Cependant, le gène CDKN1C est plus actif lorsqu'il est hérité de la mère d'une personne. La copie de CDKN1C héritée du père d'une personne est active à des niveaux beaucoup plus faibles dans la plupart des tissus. Ce type de différence spécifique au parent dans l'activation des gènes est causé par un phénomène appelé empreinte génomique. Lorsque l'empreinte génomique réduit l'activité de la copie d'un gène hérité du père, ce gène est à empreinte paternelle.

## Description
La combinaison d'un retard de croissance intra-utérine, de dysplasie métaphysaire, d'hypoplasie surrénalienne congénitale et d'anomalies génitales est communément connue sous l'acronyme IMAGe. Ce syndrome rare présente des signes et des symptômes qui affectent de nombreuses parties du corps.
La plupart des individus atteints croissent lentement avant la naissance (retard de croissance intra-utérine) et sont petits à la naissance. Ils ont des anomalies squelettiques qui deviennent souvent apparentes dans la petite enfance, bien que ces anomalies soient généralement légères et peuvent être difficiles à reconnaître sur les radiographies. Les modifications osseuses les plus courantes sont la dysplasie métaphysaire et la dysplasie épiphysaire ; ce sont des malformations des extrémités des os longs des bras et des jambes. Certaines personnes touchées ont également une courbure latérale anormale de la colonne vertébrale (scoliose) ou un amincissement des os (ostéoporose).
L'hypoplasie congénitale surrénalienne est la caractéristique la plus grave du syndrome IMAGe. Les glandes surrénales sont une paire de petites glandes au sommet de chaque rein. Elles produisent une variété d'hormones qui régulent de nombreuses fonctions essentielles dans le corps. Le sous-développement (hypoplasie) de ces glandes les empêche de produire suffisamment d'hormones, une condition connue sous le nom d'insuffisance surrénale. Les signes d'insuffisance surrénalienne commencent peu de temps après la naissance et comprennent des vomissements, des difficultés d'alimentation, une déshydratation, et une hypoglycémie. Si elles ne sont pas traitées, ces complications peuvent mettre la vie en danger.
Les anomalies génitales associées au syndrome IMAGe ne surviennent que chez les hommes atteints. Ils comprennent un pénis inhabituellement petit (micropénis), des testicules non descendus (cryptorchidie) et l'ouverture de l'urètre sur la face inférieure du pénis (hypospadias).
Plusieurs signes et symptômes supplémentaires ont été signalés chez des personnes atteintes du syndrome IMAGe. Certaines personnes touchées ont des caractéristiques faciales distinctives, comme un front proéminent, des oreilles basses et un nez court avec un pont nasal plat. Moins fréquemment, les personnes atteintes de cette maladie ont une fusion prématurée de certains os du crâne (craniosynostose), une fente dans le lambeau mou de tissu suspendu à l'arrière de la bouche (luette fendue ou bifide), un toit voûté de la bouche (palais) et un petit menton (micrognathie). D'autres caractéristiques possibles du syndrome IMAGe comprennent des niveaux élevés de calcium dans le sang (hypercalcémie) ou urinaire (hypercalcurie) et une pénurie d'hormone de croissance dans l'enfance qui se traduit par une petite taille.

## Critères morphologiques
Les résultats rapportés chez les personnes ayant un diagnostic clinique et / ou moléculaire comprennent:
- Retard de croissance intra-utérin;
- Anomalie squelettique (le plus souvent un âge osseux retardé et une petite taille et, parfois, une dysplasie métaphysaire et épiphysaire de gravité variable);
- Insuffisance surrénale se présentant souvent au cours du premier mois de vie comme une crise surrénalienne ou rarement plus tard dans l'enfance avec retard de croissance et vomissements récurrents;
- Anomalies génitales chez les mâles (cryptorchidie, micropénis et hypospadias) mais pas chez les femelles.

## Diagnostic

### Clinique
| Signes présents dans plus de 80% des cas | Signes présents dans plus de 80% des cas                        |
| ---------------------------------------- | --------------------------------------------------------------- |
| Hypoplasie congénitale des surrénales    | Petite glande surrénale                                         |
| Cryptorchidie                            | Testicule non descendu dans la bourse                           |
| Arête nasale large                       | Nez trop large                                                  |
| Proéminence du front                     | Front en avant                                                  |
| Hydronéphrose                            | Urine restant dans le rein                                      |
| Hypogonadisme                            | Sécrétion insuffisante en hormone des ovaires ou des testicules |
| Hypospade                                |                                                                 |
| Retard de croissance intra-utérin        | Fœtus pas assez gros dans l’utérus                              |
| Insertion basse des oreilles             | Oreilles trop basses                                            |
| Dysplasie métaphysaire                   | Aspect radiologique des os longs                                |
| Micromélie                               | Taille des membres plus petit que d'habitude                    |
| Hypotonie musculaire                     | Muscles faibles                                                 |

### Moléculaire
Pour un diagnostic suspect de syndrome IMAGe, l'analyse de séquence de CDKN1C doit être effectuée en premier. Les suppressions et les duplications dans CDKN1C n'ont pas été signalées comme provoquant le syndrome IMAGe.
Un panel multigène qui inclut CDKN1C et d'autres gènes d'intérêt peut également être envisagé.

### Différentiel
En présence d'un nouveau-né que l'on soupçonne d'avoir cette maladie, les médecins vont aussi éliminer les maladies ressemblant au syndrome image. Ils vont discuter sur les maladies pouvant entraîner des insuffisances de la glande surrénale. Le tableau suivant résume les principales maladies que les médecins vont éliminer:
| Maladies pouvant entraîner une insuffisance de la glande surrénale             |
| ------------------------------------------------------------------------------ |
| Les maladies génétiques entraînant une hyperplasie congénitale de la surrénale |
| Hypoplasie surrénalienne congénitale cytomégalique                             |
| Monosomie du chromosome 7 en mosaïque                                          |

ils vont aussi discuter des nouveau-nés de petite taille avec atteinte du gène CDKN1C.
| Nouveau-nés de petite taille avec atteinte du gène CDKN1C |
| --------------------------------------------------------- |
| Syndrome de Beckwith-Wiedemann                            |
| Syndrome de Silver-Russell                                |

### Prénatal
Lorsque l'allèle pathologique est connu chez l'un des parents, un diagnostic pré-natal est possible ou même pré-préimplantatoire.

## Troubles génétiquement apparentés (alléliques)
Les troubles génétiquement liés sont les maladies dans lequel le gène CDKN1C est impliqué.
| Maladies                       | Fréquence       | Mécanismes génétiques                             |
| ------------------------------ | --------------- | ------------------------------------------------- |
| Syndrome de Beckwith-Wiedemann | Peu de cas      | Mutation du gène ou par trouble de la méthylation |
| Syndrome de Silver-Russell     | Très peu de cas |                                                   |

## Mode de transmission
L'hérédité du syndrome IMAGe est une transmission autosomique dominante car une copie du gène CDKN1C modifié dans chaque cellule est suffisante pour provoquer le trouble. Cependant, parce que ce gène a une empreinte paternelle, le syndrome IMAGe ne se produit que lorsque la mutation est présente sur la copie héritée de la mère du gène. Lorsqu'une mutation affecte la copie paternellement héritée du gène CDKN1C, elle ne cause pas de problèmes de santé. Par conséquent, le syndrome IMAGe n'est transmis que des mères à leurs enfants.